# Liqui Moly
Liqui Moly (liqui — жидкость, moly — молибден) — немецкая компания, производитель автомобильных масел, смазочных материалов и присадок (всего более 6000 наименований продукции).
Штаб-квартира компании и производство присадок и автохимии расположены в городе Ульм, завод по производству масел — в городе Зарлуи.

## История
В послевоенное время в одном из магазинов армии США, который базировался в Германии, Ханс Хенле обнаружил жестяной бутылёк, содержащий специальную жидкую смесь для добавки в моторное масло, и продававшийся под неизвестной в тот момент торговой маркой «Liqui Мoly». Эта смесь должна была защищать двигатель техники от повреждений в случае внезапной потери масла. Она содержала дисульфид молибдена (MoS2) — дисперсионный порошок темно-серого цвета, который и придавал продукту защитно-смазывающие свойства. Именно эти свойства обеспечивали дополнительную защиту двигателям американских самолетов при поражении масляного бака и утечке моторного масла. Присадка дисульфида молибдена защищала детали двигателя, предоставляя пилотам дополнительное время для приземления.
В 1955 году Ханс Хенле выкупил права на торговую марку «Liqui Мoly» и патент на присадку на основе дисульфида молибдена. 31 марта 1957 года он основал компанию «Liqui Moly GmbH» и начал производить первый продукт компании — присадку в моторное масло (Oil-Additiv) «Kfz-1». В первые годы деятельности компании дисульфид молибдена был составной частью всех продуктов: Kfz-1 (присадка в моторное масло), Kfz-2 (присадка в трансмиссионное масло), Kfz-3 (универсальная смазка) и Kfz-4 (монтажная паста).
В начале 1970-х годов в ассортименте компании появились новые продукты — ремни безопасности, детские сидения для салона автомобиля и топливные присадки. Эта комбинация продуктов стала основой бизнеса компании, принеся ей первенство на рынке присадок в Германии. Первые моторные масла «Liqui Moly», выпускавшиеся в четырех классах вязкости, имели в своем составе дисульфид молибдена. В 1970-х годах присадки «Liqui Мoly» начали продаваться в Венгрии, Югославии, Австрии, Швейцарии, Чили и Аргентине. В 1978 году компания начала производить присадки на собственном заводе.
В дальнейшие годы в ассортименте продукции появились: продукты по уходу за автомобилем и для его ремонта, различные смазки, пасты, средства по уходу за лаком, за пластиком, продукты для садовой техники, мотоциклов, велосипедов и оружия, клеи, герметики, антикоры и т. д. Принцип работы «всё из одних рук» увеличил известность и оборот компании. Почти все продукты были разработаны в собственной лаборатории компании в сотрудничестве с автомобилестроителями.
В 1983 году компания начинает регулярные поставки в крупные магазины строительных материалов, техники и потребительских товаров. В этом же году создатель и руководитель компании Ханс Хенле передает руководство компанией своему сыну Рудольфу, который возглавлял компанию до 1993 года. Позже его сменили Иоханнес Хенле (Johannes Henle) и Эрнст Прост (Ernst Prost).
В 1986 году компания внедрила программу утилизации отработанного масла, затем начала применение многоразовой тары для масла (у потребителя появилась возможность менять пустую тару на полную). Следующим шагом стало снабжение сервисных центров бесплатным оборудованием для замены моторного масла при условии регулярных закупок.
В 1987 году была создана фирменная канистра для моторного масла, которая служит и по сегодняшний день.
С приходом в 1990 году Эрнста Проста на должность руководителя маркетинга и сбыта в компании произошли серьезные перемены. Были расторгнуты все эксклюзивные договоры и тем самым созданы условия для установления отношений с новыми партнерами по сбыту. Это привело к значительному росту оборота, а также повлекло устранение зависимости от монопольных клиентов, мешавших развитию.
В 1990-е годы товары компании стали поставляться на рынки России, Украины, Казахстана, Китая, Японии, Тайваня и Сингапура.
В 1998 году Эрнст Прост выкупил все акции и стал единственным владельцем компании.
В 2000-е годы в ассортименте компании появились новые линейки масел — Molygen, а также специализированные масла TopTec, Asia-America. А в 2014 году появилась линейка фирменных масел Molygen NG, созданные на базе MFC-технологии.
На данный момент головное предприятие компании насчитывает около 360 сотрудников, а всего на заводах работает более 600 человек. Компания представлена более чем в 110 странах мира, а доля экспорта составляет более 50 % от оборота компании.
7 лет подряд с 2011 по 2017 год марка Liqui Moly признается лучшей в Германии и получает награду «Лучший бренд в категории смазочных материалов» (по версии немецких журналов Auto Bild, Auto Zeitung, Auto Motor und Sport и Motor Klassik).
В октябре 2017 года бренд LIQUI MOLY стал лучшим среди производителей моторного масла по версии читателей журнала Sport Auto.
В 2022 года компания LIQUI MOLY объявила о смене владельца. Генеральный директор Эрнст Прост продал свои акции Würth Group. «Настоящим я обеспечил будущее LIQUI MOLY на время, когда сам больше не буду у руля», — говорит Эрнст Прост. Он остается генеральным директором корпоративной группы.
С 2018 по 2022 Гюнтер Хирмайер являлся заместителем Эрнста Проста, многолетнего управляющего компанией . В феврале 2022 года Прост ушёл на пенсию по случаю своего 65-летия, после чего Гюнтер Хирмайер возглавил компанию.

## Спонсорство

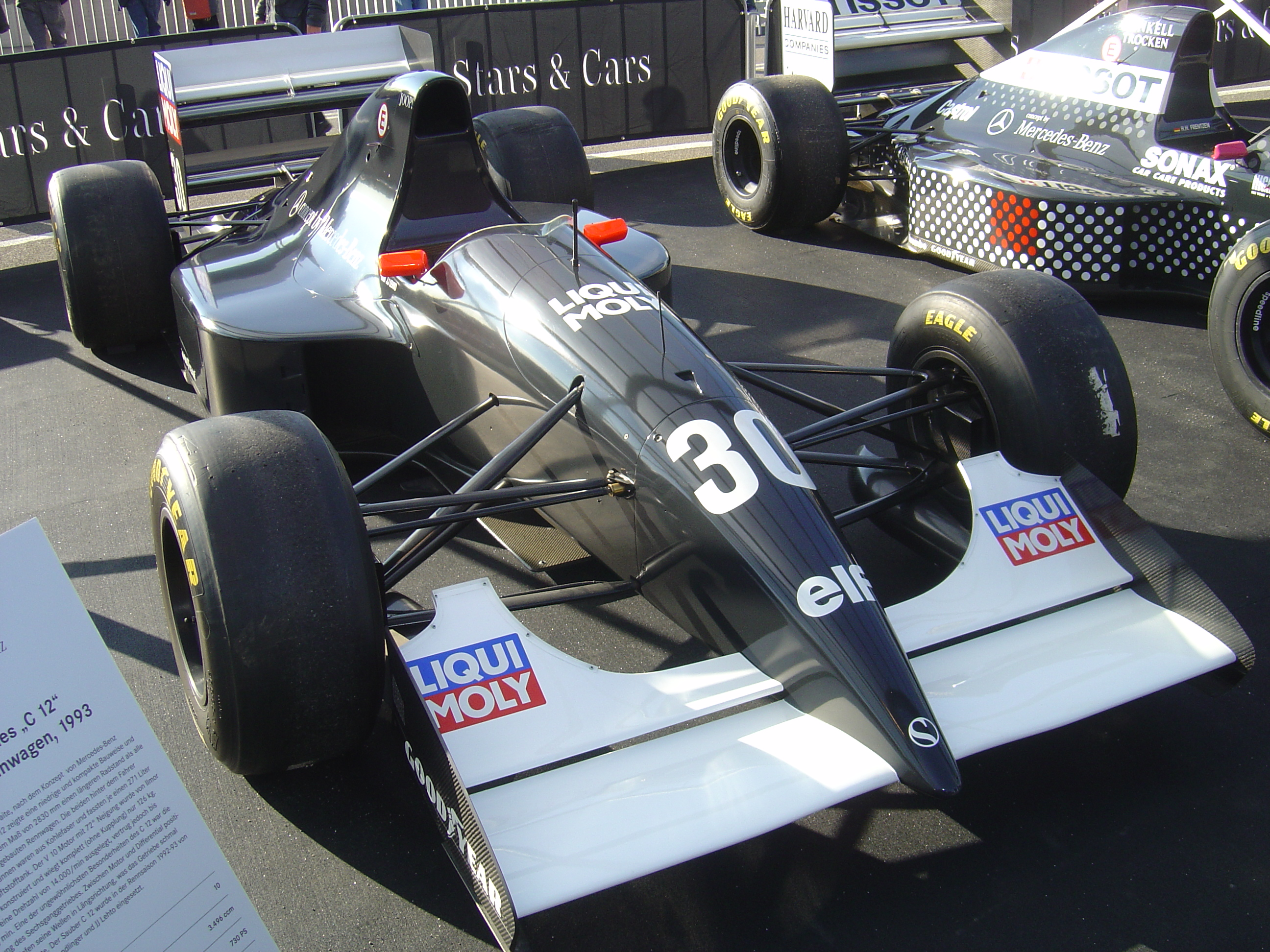
Болид команды Sauber в сезоне 1993

На протяжении всей истории Liqui Moly активно поддерживает спорт. Компания являлась спонсором команд и соревнований в авто- и мотогонках, лыжных видах спорта, футболе, хоккее, баскетболе, гандболе, теннисе и других спортивных дисциплинах.
Одним из самых значимых событий является приход в ведущую гоночную серию «Формула-1». Дебют состоялся в 1993 году, тот сезон стал первым и для партнера Liqui Moly — команды Sauber. Новичкам удалось удачно ворваться в мир большого автоспорта, по результатам чемпионата Sauber занял в кубке конструкторов 7-е место из 13 команд, что считается удачным результатом для дебютанта.

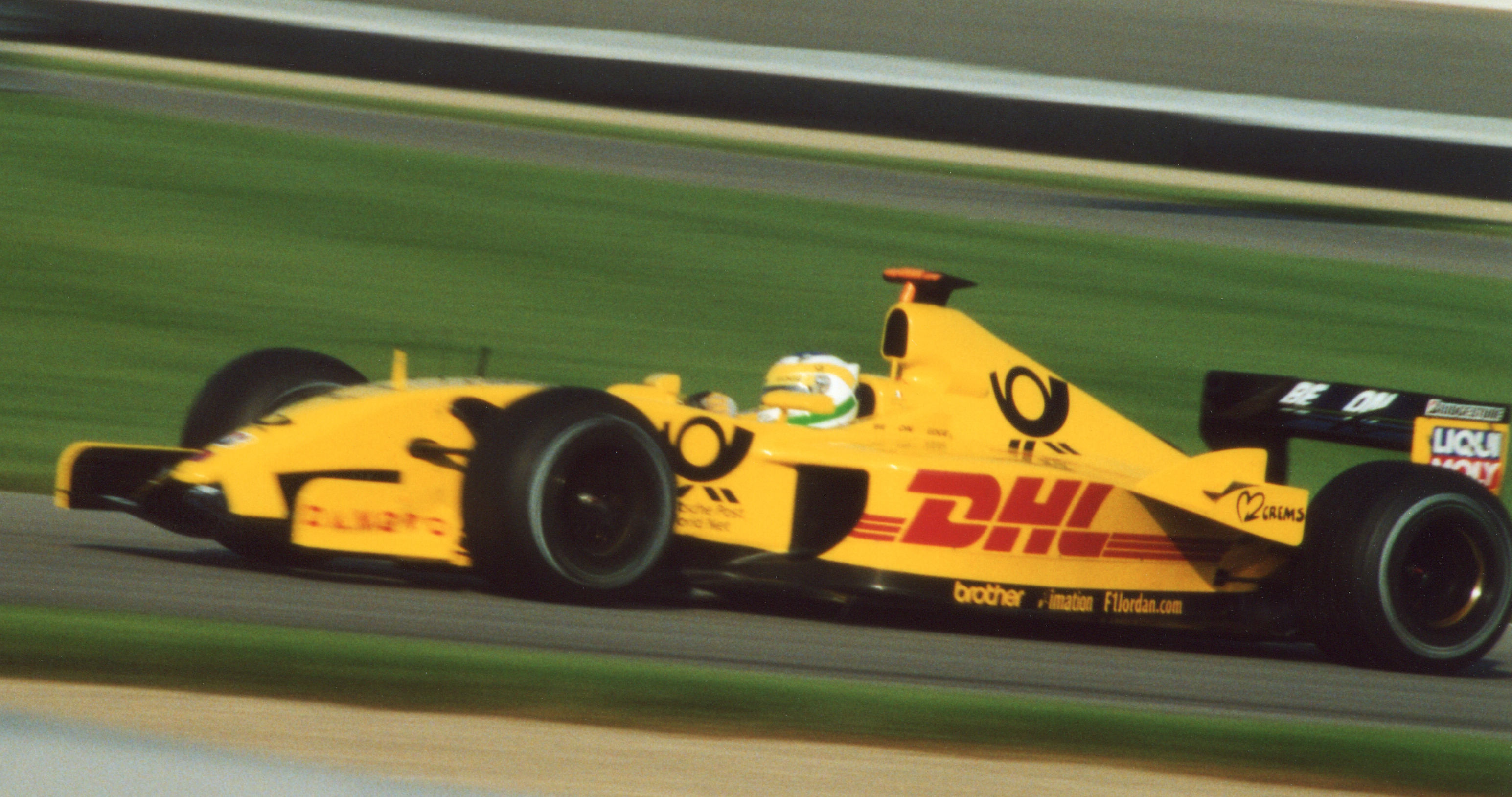
Болид команды Jordan в сезоне 2002

Спустя 9 лет в 2002 году Liqui Moly снова появился в «королевских гонках». Партнером немецкой компании стала ирландская команда Jordan Honda. Чемпионат-2002 Jordan завершил на 6-м месте в общем зачёте.
В 2010 году Lider TV транслировался автомобильной передачи- AUTOGRAPH. Ведущий программы вёл: Natiq Zərbəliyev.
Начиная с 2013 года Liqui Moly является генеральным спонсором теннисного турнира серии ATP Stuttgart Open. Турнир 2017 года стал уже 5-м, который прошел при поддержке немецкого производителя смазочных материалов.
С 2014 года Liqui Moly является эксклюзивным поставщиком смазочных материалов в сериях мотогонок Moto2 and Moto3
В марте 2017 года клуб НХЛ «Лос-Анджелес Кингз» и Liqui Moly подписали партнерское соглашение, по которому немецкая компания стала титульным спонсором американской команды.
С 2017 года компания Liqui Moly является официальным спонсором чемпионатов мира по хоккею с шайбой. Первый турнир с участием немецкой компании прошел в Париже и Кёльне в 2017 году.
В настоящее время компания поддерживает команду Engstler motorsport, выступающую в мировом чемпионате TCR International Series, Сандро Кортезе в Moto GP, а также поддерживает футбол, баскетбол, волейбол, гандбол, горнолыжный и другие виды спорта.
В январе 2018 года при спонсорстве Liqui Moly в подмосковной Коломне впервые состоялся чемпионат Европы по конькобежному спорту.
В 2018 году в США состоялось подписание долгосрочного спонсорского соглашения между LIQUI MOLY и американским баскетбольным клубом Chicago Bulls. Также с сезона 2017/2018 компания является спонсором немецкого баскетбольной команды Ulm Ratiopharm.
1 июля 2019 компания стала титульным спонсором немецкой гандбольной Бундеслиги, которая сменила своё название и логотип.
В июле 2020 года Liqui Moly впервые стала официальным спонсором Формулы-1. Было подписано трёхлетнее соглашение, которое затем продлено в марте 2023 года.
С сезона 2022 года LIQUI MOLY является техническим партнёром и эксклюзивным поставщиком смазочных материалов в чемпионате мира по мотокроссу FIM (MXGP), а также для соревнований Monster Energy FIM Motocross of Nations (MXoN) и чемпионата мира по гонкам на снегоходах FIM Snowcross (SNX).